# ショーパン (テレビ番組)
『ショーパン』は、「2007年度フジテレビ新人アナウンサー」生野陽子の司会によるフジテレビの深夜のトークバラエティ番組。
かつて放送されていた千野志麻の司会による「チノパン」、高島彩司会による『アヤパン』の系譜を引き継ぐミニ番組でもある。後継番組は加藤綾子司会による『カトパン』。

## 概要
- 当番組は2007年10月16日にスタート。通常放送時間は火曜 - 金曜（月曜 - 木曜深夜）の0:35 - 0:45（以降、時間表記はすべてJST）である[注 1]。
- 番組表ラテ欄の略記はパンもしくは生パン。
- 生野は番組タイトルに合わせショートパンツを履いて出演する。
- 番組宣伝も兼ねた番外編として、2007年10月23日26:58 - 27:58に放送された爆チュー問題深夜特番内で、生野もネズミに扮した「ショーパンねずみ」が登場した（2007年12月14日は爆笑問題もゲスト出演、事実上の再登場を果たした）。
- 2008年2月12日より、公式サイト（ショーパンブログ）オープン。
- また曜日によっては、チノパン時代からの名残で、曜日別テーマが用意されている。

### 沿革
- 第1回の生放送のゲストには高島彩（当時フジテレビアナウンサー）が出演した。「ショーパンだからシャーパン…シャンパン」とシャンパンを開けてスタートした。第1回の平均視聴率は3.8%。番組放送期間中の視聴率は平均3～5%を記録していた（ビデオリサーチ関東地区調べ）。
- 2007年11月20日（生放送）のゲストは、チェ・ホンマンであったが体調不良で番組に来られなかった。その代役として、たまたまフジテレビ内で2008年の元日に放送される『新春かくし芸大会』の練習をしていたつるの剛士が出演。なにも知らずに呼び出され、フリップなどはすべてチェ・ホンマンのものだった。つるのの奥さんがスタイリストでたまたま良い服を着ていたなどのトークをした。
- 2007年12月18日 - 12月21日はスタジオゲストに大島由香里、松尾翠（共に当時フジテレビアナウンサー）が出演。通常と異なりHOT☆FANTASY ODAIBA[1]特別企画で心理テストを行った。フジテレビ（関東ローカル）のみで地方の放送はされなかった。
- 2007年12月25日16:07 - 16:57(JST)に増刊号版「ショーパン クリスマススペシャル」を放送。生放送で行われた。こちらはフジテレビと仙台放送での放送となった[注 2]。
  - この日の放送のゲストは、タカアンドトシ・ペナルティ・品川庄司・ほっしゃん。が出演した。
  - 内容:年末年始の番組の司会者に生野が突撃リポートをしたり、ゲストがクリスマスの思い出などを語ったりという内容だった。エンディングでは出演したゲストの仕掛けで生野ことショーパンにドッキリを仕掛けた。予定では品川庄司の庄司智春の元彼女が登場するという内容だったが、実際ではゲストから生野への逆ドッキリとして生野の母が登場し、生野へ手紙を読んだ。
- 2008年1月22日 - 1月25日はダイハツドラリオンの宣伝として「ドラリオンがもう一回始まるよスペシャル」として21日にスペシャルサポーターの川合俊一、23日に前日と同じくサポーターの里田まい、24日にドラリオンイメージソングで歌っている久保田利伸、25日に生野と同じドラ☆アナ（ドラリオンアナウンサーの略）の軽部真一と笠井信輔（両フジテレビアナウンサー）が出演した。主に前半とエンディングではドラリオンの宣伝をした。
- 2008年2月12日 - 2月15日、バレンタイン特別企画としてスタジオを飛び出し、フレンチレストランでゲストと会食トーク。2月12日に要潤、2月13日は石田純一、2月15日は沢村一樹が出演した。
- 2008年4月12日よりフジテレビHP内のフジテレビ On Demandの番組内で「ショーパンfriday（ショーパン金曜日版）」が、無料で配信されているが、配信日は、土曜日0:35  - 翌週の土曜日0:34。配信期間は一週間。その期間なら何回でも見ることができる。
- 2008年7月24日の放送は、放送直前に岩手県で震度6の地震に関する報道特別番組のため放送休止となった。生野の挨拶が4秒間流れたが、その後地震のニュースに切り替えられた。その休止となった放送は、翌々日7月26日2:20 - 2:30に代替放送となった。
- 2008年8月5日 - 8月8日はお台場冒険王ファイナル1Fおバカンステージでの公開収録模様を放送（2008年8月4日夕方収録）。8月5日は世界のナベアツ、8月6日はFUJIWARA、8月7日はFLOW、8月8日はオードリーだった。
- 2008年9月2日の放送は、福田康夫首相退陣表明のFNN緊急報道特番放送に伴い、『SMAP×SMAP』などと共に20分繰り下げの0時55分からの放送となった。
- 2008年9月26日の最終回は1時間スペシャルにより第1回からの名場面を、主に2年目からの放送を中心に振り返った。

## 各曜日コーナー
出演ゲストによりコーナーが休止になる場合もある。
- 火曜日（月曜日深夜）「急接近の月曜日」
  - 生放送の場合が多い。「魔法のタメ口」でゲストに事前に生野が考えたランキング形式のベスト5の質問をするが、時間が足りなくてベスト3-1はフリップの付箋をめくっておしまいになることが多い。2007年12月3日からは新企画として「ゴールはファーストキス」が開始。内容はゲストのファーストキスについての質問（いつ、どこで、など）を聞き出す。エンディングは｢超接近」のコーナー。至近距離約10cmの狭いショーパンボックスにゲスト1名と生野が（ゲストが、コンビなど2人以上のゲストでも誰か1人）入り、対面形式で話す。生野は身長153.5cmと背が低いため、ゲストの身長が生野より高いと生野が立つ位置にはゲストの身長に合わせた台が設置される。
- 水曜日（火曜日深夜）
  - 「ヒミツの火曜日」
    - オープニングは生野が自ら「私○○が好きなんです」と告白する。○の中はエンディングに発表する。「ヒミツのQ&A」普段ゲストに聞いてはいけない質問や他番組で聞かれないような質問（携帯電話番号など）を聞き出す。ゲストはその質問に正直に答えなくてはならない。「ヒミツのモンタージュ」…ゲストが理想の男性または女性を2択で答えていく。回答を元に生野がゲストの理想の男性または女性を描いていく。エンディングは「ヒミツの告白」。さまざまな場面に扮してゲストに告白する。生野がオープニングに予告した私生活をカミングアウト。

  - 「イメージの火曜日」（2008年4月9日 - ）
    - オープニングは様々なお題に生野を何とイメージ（例*生野を果物に例えると何か）するかと視聴者に質問する。ショーパンイメージこのコーナーは、生野がゲストのイメージを3つ発表するコーナー。ゲストが生野のイメージが合っているかどうか○と×の札で判定してもらう。
- 木曜日深夜（水曜日深夜）「丸裸の水曜日」
  - オープニングは、生野が目隠しをした状態で生野にゲストを当ててもらう。「週の真ん中水曜日、真ん中ショーパン引き締めろ、パンパンレディゴー」の掛け声で始まる。ゲストと生野の相性を診断する「相性ヌード」やゲストを脳内グラフで調べる「脳内ヌード」、2008年1月31日からは「コンプレックスヌード」が開始。内容は、ゲストが3つのコンプレックスを発表し、そのうちの1つを生野が当てるコーナー。生野が正解するとショーヒン（商品）が食べられる。当てることができなかった（不正解）の場合、ゲストは1つのコンプレックスを隠したままショーヒンを食べられる。エンディングでは生野がフルートでゲストの好きな楽曲を演奏する「ミュージックヌード」のコーナーがある。コンプレックスヌードでは、話題の超高級スイーツ（ショーパン内では「ショーヒン」）が食べられる。2007年12月13日の放送では「人志松本のすべらない話」の宣伝で「陽子生野の少々すべらない話」のコーナーを放送。
- 木曜日「極アナの木曜日」
  - オープニングは生野が「福岡出身の○○娘生野が、一皮むけます」との決まり文句で始まる。生野が、局アナを超えた究極のアナウンサー「極アナ」になる為に、出演ゲストから様々なアドバイスをもらう。
  - 2007年10月19日はゲストの博多華丸・大吉と対決。出題ナレーターはペンタックスの音声合成ソフト「VOICE TEXT」[2]による機械音声（千野志麻と高島彩の音声を足して2で割ったような合成音声）。
  - 2007年のエンディングはおねだりタイムとして、ゲストからのおみやげを生野がもらった。
  - 2008年1月11日の放送から木曜エンディングコーナーとして「ショーパンチャレンジ2008」が開始。ゲストから出題される2択の問題に生野が回答。正解するとご褒美が、不正解だと罰ゲームとなっている。2008年2月1日よりエンディングは「ショーパンのちょっといい話」が開始。内容は生野が様々な場面に起こった良い話を話す。
- 金曜日「ショーパンFriday」（インターネット配信のみ）
  - 2008年4月12日よりインターネット上（フジテレビOnDemand）で始まった番組。無料で配信されている。司会は生野。原則としてゲストはいない。コーナーは毎回変わり(下記参考)、この日のみはハイビジョン対応の場合があったりなかったりする。CM中はスタジオの中の様子を見ることができる。
- ショーパンFriday企画コーナー紹介
  - 2008年4月12日、ショーパン制作スタッフが生野に一言メッセージ。
  - 2008年4月19日、ショーパンの好きなもの、嫌いなもの10秒で紹介。
  - 2008年4月26日、ショーパンに聞きたいギリギリな質問（ランニングマシーン）。
  - 2008年5月3日、 同期入社のADが生野にメッセージ。
  - 2008年5月10日、 ショーパンが14の様々な芸に挑戦。
  - 2008年5月17日、ショーパン七変化、もしショーパンが〇〇だったら。
  - 2008年5月24日、大好評! ショーパンに聞きたいギリギリな質問2（ランニングマシーン）。
  - 2008年5月31日、ゲストに同期の大島由香里を呼びトーク。
  - 2008年6月7日、 あなたがショーパンのゲストに呼ばれたら…ゲスト目線で見る。（初登場編）
  - 2008年6月14日、生野実況に挑戦! ショーパングランプリ（ミニ四駆編）
  - 2008年6月21日、スタッフの生野の好きなところ10（ランニングマシーン）
  - 2008年6月28日、ゲストに先輩である斉藤舞子を呼びトーク
  - 2008年7月5日、あなたがショーパンのゲストに呼ばれたら…ゲスト目線で見る。（恋愛編）
  - 2008年7月12日、ショーパン追込み企画! ニュースを読み途中で噛んだら青汁
  - 2008年7月19日、お台場冒険王ファイナル開催記念 ショーパンおにぎりランキングベスト8
  - 2008年7月26日、ショーパンが番組中の"生睡眠"に挑戦!! (by27時間テレビ)
  - 2008年8月2日、ゲストにアナウンスルームでデスクが隣の田淵裕章を呼びトーク。
  - 2008年8月9日、ショーパンinお台場冒険王ファイナル グルメリポートに挑戦!（公開収録、ゲスト春日由実）
  - 2008年8月16日、リアル睡眠企画第2弾! 大島由香里を助っ人に迎え再び"生睡眠"に挑戦!!
  - 2008年8月23日、ショーパンVSショーパンダ リアル質問
  - 2008年8月30日、「もしも彼氏と深夜、ショーパンのスタジオに忍び込んだらの巻き」（ドラマ仕立て）
  - 2008年9月6日、ショーパンがアナウンサーに関する質問に真剣に答えます。
  - 2008年9月13日、ショーパン開始から1年! 感謝の気持ちをこめてショーパンが自腹でスタッフにプレゼント!!
  - 2008年9月20日、ショーパンVSショーパンダ Part2　質問攻め（最終回）

## 番組グッズ
- クリアファイル
- メモ帳

上記の2つは、東京都港区台場のフジテレビ本社ビル7Fの売店F-islndで購入可能。

## スタッフ
アイドリング!!!のスタッフと一部共通
- ナレーター：中村光宏（フジテレビアナウンサー[注 3]）
- 美術プロデューサー：古江学
- デザイン：宮川卓也
- 美術進行：内山高太郎
- 大道具：卜部徹夫
- アクリル電飾：斉藤祐介
- 電飾：倉持光洋
- スタイリスト：大津亜紀
- メイク：外山隼人（山田かつら）
- 電子タイトル：髙沼菜美子
- 手書きタイトル：山形憲一（チノパン、アヤパンも担当）
- CGディレクター：鈴木鉄平
- タイトルロゴ：久保田幸（チノパン、アヤパンも担当）
- TD（テクニカルディレクター）・SW（スイッチャー）：木藤崇
- カメラ：前田正道[3]
- VE（ビデオエンジニア）：小川栄治
- AUD（音声）：中村峰子
- 照明：市村秀太
- 音響効果：田中寿一（J-WORKS）、斉藤信之
- TK（タイムキーパー）：水越理恵、海老澤廉子
- 技術協力：IMAGICA
- 編成：坪田譲治、渋谷謙太郎（フジテレビ）
- 広報：為永佐知男（アヤパンも担当）
- 番組デスク：佐熊礼子
- AD（アシスタントディレクター）：堀川香奈[注 4]
- AP（アシスタントプロデューサー）：倉科知美（アヤパンのAD）
- デジタルコンテンツ：柴崎敦子（ショーパンフライデー担当P）、金子裕美、金栗英彦、瀧澤航一郎
- 月曜日：
  - 構成：酒井健作、岐部昌幸、安部裕之
  - FD（フロアディレクター）：加藤智章
  - ディレクター：蜜谷浩弥
  - プロデューサー：坪井貴史
- 火曜日：
  - 構成：渡辺健久、大平カンフー（現：大平尚志）
  - AD（アシスタントディレクター）：曽我和隆
  - 番組デスク：三浦理沙
  - ディレクター：松本祐紀、志賀一寿、和田健
  - プロデューサー：三浦淳
- 水曜日：
  - 構成：町田裕章、竹内真里
  - 番組デスク：永島聖子
  - ディレクター：福山晋司
  - プロデューサー：石川綾一
- 木曜日：
  - 構成：大井洋一、大井達朗、山内正之
  - AD（アシスタントディレクター）：上野貴央、小林正彦
  - 番組デスク：小林琴美
  - ディレクター：古澤光広
  - AP（アシスタントプロデューサー）：木月洋介
  - プロデューサー：浜野貴敏
- チーフプロデューサー：清水宏泰 / 宮道治朗（月）、神原孝（火）、佐々木将（水）、石井浩二（木）
- 制作：フジテレビバラエティ制作センター
- 制作著作：フジテレビ

## 同時ネット放送局
- フジテレビ
- 岩手めんこいテレビ
- 仙台放送
- テレビ静岡

## テーマ曲
- Bachelor Pad （Fantastic Plastic Machine）